# Paradelphomyia ugandae
Paradelphomyia ugandae är en tvåvingeart som först beskrevs av Riedel 1914.  Paradelphomyia ugandae ingår i släktet Paradelphomyia och familjen småharkrankar. Inga underarter finns listade i Catalogue of Life.